# Molybdopterin
Molybdopterin ist eine chemische Verbindung, die auf einem Pterinring aufbaut. Molybdopterin bildet zusammen mit einem Molybdänion den Molybdän-Cofactor (MoCo).

## Eigenschaften
Molybdopterin besteht aus einem Pyranopterin, einem Heterozyklus aus einem Pyranring und einem Pteridinring. Am Pyranring sind zwei Thiolate. In manchen Fällen ist die Alkylphosphatgruppe eine Alkyldiphosphatnukleotidgruppe (aus Adenosindiphosphat).
Verschiedene Enzyme verwenden Molybdopterin. Molybdopterin ist ein Cofaktor der Xanthin-Oxidase, der DMSO-Reduktase, der Sulfitoxidase,  der Nitratreduktase, der Ethylbenzendehydrogenase, der Glyceraldehyd-3-phosphat-Ferredoxin-Oxidoreduktase, der Arsenatreduktase (Glutaredoxin) und der Kohlenstoffmonoxid-Dehydrogenase. Weiterhin ist Molybdopterin eine prosthetische Gruppe verschiedener Enzyme wie der Formiat-Dehydrogenase, der Purin-Hydroxylase und der Thiosulfat-Reduktase. Molybdopterin tritt weiterhin in der Aldehydoxidase auf.
In manchen Bakterienarten wird in ihren Oxidoreduktasen am Molybdopterin anstatt Molybdat Wolframat gebunden. Diese Enzyme oxidieren meistens Aldehyde zu Carbonsäuren. Manche Wolframat-bindende Oxidoreduktasen verwenden Selen anstatt des Schwefels.

## Biosynthese

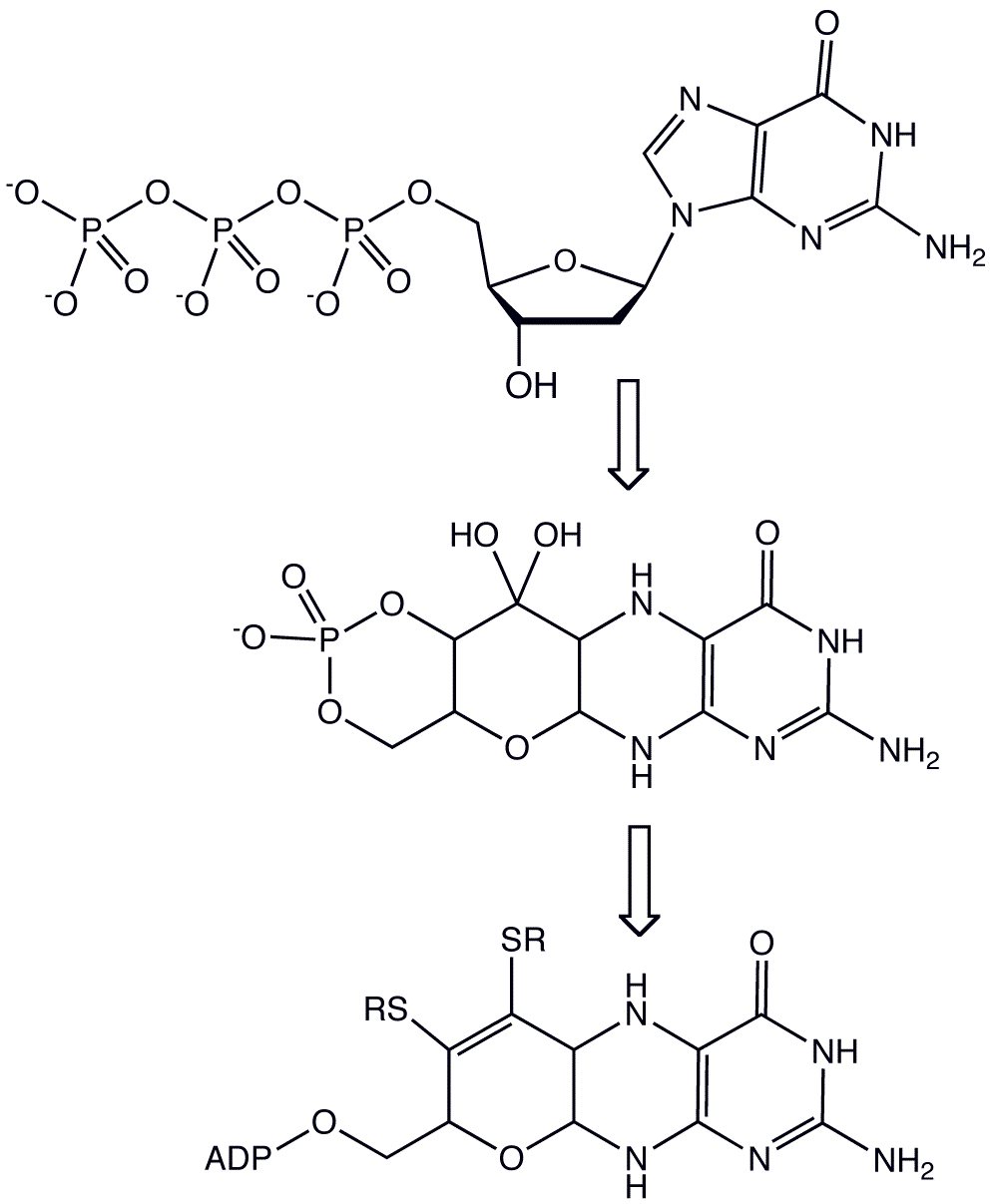
Molybdopterin-Biosynthese

Molybdopterin wird aus Guanosintriphosphat synthetisiert. Über eine radikalische Reaktion mit S-Adenosylmethionin wird im ersten Zwischenschritt Pyranopterin gebildet. Anschließend erfolgt über drei weitere Reaktionsschritte die Bildung eines Endithiolats. Die Phosphatgruppe wird an Adenosindiphosphat gekoppelt, wodurch das Molybdopterin entsteht.
Die Modelle der aktiven Zentren von Molybdopterin-enthaltenden Enzymen sind von Dithiolen-enthaltenden Liganden abgeleitet.